# فرودگاه مونترآل-مسکوش
فرودگاه مونترآل-مسکوش (به انگلیسی: Montréal/Mascouche Airport) یک فرودگاه همگانی است که یک باند فرود آسفالت دارد و طول باند آن ۹۱۴ متر است. این فرودگاه در کشور کانادا قرار دارد و در ارتفاع ۲۳ متری از سطح دریا واقع شده‌است.